# Liste von Betriebssystemen
Dies ist eine Liste von Betriebssystemen.

## DOS und DOS-basierend

### DOSaufx86-Basis (DOSfürIBM-PC-Kompatible)
- CP/M-86: offizielle CP/M-Portierung für 8086-Prozessoren des Unternehmens Digital Research
- 86-DOS: CP/M-Kopie für 8086-Prozessoren, von Seattle Computer Products
  - MS-DOS: von Microsoft aufgekauftes und weiter entwickeltes 86-DOS
  - PC DOS: die MS-DOS-Variante von IBM
- DOS Plus: CP/M-86-Nachfolger von Digital Research, zu CP/M und MS-DOS 2.11 kompatibel
- DR-DOS: wohl erfolgreichster MS-DOS-Konkurrent, von Digital Research
  - Novell DOS 7: DOS des Unternehmens Novell, basierend auf aufgekauftem DR-DOS
  - Caldera OpenDOS 7.01: freies DOS, von Caldera aufgekauftes Novell DOS
  - Caldera DR-OpenDOS: Zwischenversion als DR-OpenDOS 7.02
  - Caldera DR-DOS 7.02/7.03: DR-OpenDOS nach wieder unfreier Lizenz, heißt inzwischen wieder DR-DOS
  - Enhanced DR-DOS: von Udo Kuhnt aus dem freien OpenDOS entwickelt
- FreeDOS: freies und unabhängiges DOS; begann, als Microsoft das Ende von MS-DOS ankündigte
- PTS-DOS: ein DOS aus Russland, hauptsächlich für industrielle Zwecke
- BonnyDOS/286: Eine DOS Variante für PCs ab 286er Prozessoren
- PC-MOS/386: MS-DOS kompatibles Multitasking- und Multiuser-Betriebssystem von „The Software Link“

#### Netzwerkserversysteme für DOS-Programme
- Novell NetWare 2.x, Serverbetriebssystem von Novell. Konnte parallel zu DOS geladen werden.
- NetWare Lite, Netzwerkerweiterung für DOS Betriebssysteme

### MS-DOS-basierend mitWindowsals grafischeShell

#### Nur mitWin16-API
- Windows 1.0: erste Version, 1985
- Windows 2.0: zweite Version, ca. 1987/1988
- Windows 3.0: erste moderne Version, 1990
- Windows 3.1/3.11: die ersten erfolgreichen Versionen, ab 1992
- Windows for Workgroups 3.1/3.11: wie Windows 3.x, mit Netzwerk-Erweiterungen

#### Windows 9x-Reihe (MS-DOS mit Win16- undWin32-API)
- Windows 95 a, b, c (v4.0; Codename: „Chicago“, OSR2 „Detroit“)
- Windows 98, Windows 98 SE (v4.1; Codename „Memphis“)
- Windows ME (v4.9; Codename „Millennium“)

## VMS-artige

### VMS

#### Mit VMS-Kernel
- VMS Virtual Memory System: Betriebssystem des Unternehmens DEC
  - VAX/VMS: ursprüngliches VMS für VAX-Systeme
  - MicroVMS: für MicroVAX Rechner
  - OpenVMS: neuer bzw. aktualisierter Name von VMS, bei dem neben VAX- auch Alpha- und inzwischen Itanium-Systeme unterstützt werden.

#### Mit anderem Kernel
- FreeVMS: ist eine quelloffene Neuentwicklung von OpenVMS auf der Basis von L4/X2.

### Windows NT
- Windows NT 3.1, Windows NT 3.5/3.51 (mit Look and Feel von Windows 3.1; Codename: „Daytona“)
- Windows NT 4.0 (mit Look and Feel von Windows 95, unterstützt neben der x86-Architektur auch PPC, Alpha und MIPS; Codename: „Impala“)

#### Neuimplementierungen von Windows NT durchReverse Engineering
- ReactOS: freie Software, kostenlos, basiert nicht auf Microsoft Windows, jedoch wird eine 100-%-Kompatibilität angestrebt.

## Nachfolge-Betriebssysteme zu Windows NT (intern immer noch NT genannt)
- Windows 2000 (NT 5.0, 32-Bit-x86, Itanium; Codename: „Janus“)
- Windows XP (NT 5.1; Codename: „Whistler“; nun auch 64-Bit-x86 als x64 Edition)
- Windows PE (Preinstallation Environment)
- Windows Server 2003 (NT 5.2; Codename: „Whistler Server“)
- Windows Vista (NT 6.0; Codename: „Longhorn“)
- Windows Server 2008 (NT 6.0; Codename: „Longhorn Server“)
- Windows 7 (NT 6.1; Codename: „Windows 7“)
- Windows Server 2012 (NT 6.2; Codename: „Windows Server 8“)
- Windows 8 (NT 6.2; Codename: „Jupiter“)
- Windows RT (NT 6.2; Codename: „Jupiter“)
- Windows Phone 8 (NT 6.2; Codename: „Apollo“)
- Windows 8.1 (NT 6.3; Codename: „Blue“)
- Windows RT 8.1 (NT 6.3; Codename: „Blue“)
- Windows Server 2012 R2 (NT 6.3)
- Windows Phone 8.1 (NT 6.3; Codename: „Blue“)
- Windows 10 (NT 10.0), Versionen: 1507, 1511 (Codenamen: „Threshold“), 1607, 1703, 1709, 1803, 1809 (Codenamen: „Redstone“), 1903 (Codename: „19H1“), 1909 (Codename: „19H2“), 2004 (Codename: „20H1“), 20H2, 21H1, 21H2, 22H2 (Seit 20H2 ist der Codename mit der jeweiligen Version identisch)
- Windows Server 2016 (NT 10.0; Basis: Windows 10 1607)
- Windows Server 2019 (NT 10.0; Basis: Windows 10 1809)
- Windows 11 (NT 10.0) 21H2 (Codename: Sun Valley), 22H2 (Codename: 2022 Update), 23H2 (Codename: 2023 Update)
- Windows Server 2022 (NT 10.0; Basis: Windows 10 21H2)

Alle Client-Systeme gibt es von Windows XP bis Windows 10 jeweils als 32-Bit- und 64-Bit-Version, seit Windows 11 nur noch als 64-Bit-Version. Entsprechende Server-Betriebssysteme gibt es zu jeder NT-basierten Version mit Ausnahme von Windows XP und Vista. Hierzu wurden die Server-Versionen separat herausgegeben (Server 2003 bzw. 2008).

## Bedingt mit Win32 kompatible Systeme

### Mit Windows-CE-Kernel
- Windows CE (WinCE), Windows für Kleinrechner und eingebettete Systeme
- Windows Mobile for Automotive, ein WinCE-basierendes System, das speziell für den Automobil-Bereich entwickelt wurde und Bestandteil einiger Infotainment-Systeme in Personenkraftwagen ist, z. B. bei Fiats Blue&Me.
- Windows Mobile
- Windows Phone 7

### Mit Neuimplementierungen von Win32 durchReverse Engineering
- E/OS: hatte das Ziel mit Windows, Mac OS, BeOS, OS/2, DOS und Linux kompatibel zu werden. Die Weiterentwicklung wurde aber eingestellt.

## Unix und Unixähnliche

### Research Unix der Bell Labs
Die Bell Laboratories waren damals die Forschungsabteilung der US-Telefongesellschaft AT&T.
- Research Unix (‚Forschungsunix‘) bzw. UNIX Time-Sharing System, Versionen 1–10 (bzw. „Editionen“), 1969–1989; ab Version 8 waren die Quelltexte nicht mehr zugänglich und AT&T begann Unix zu vermarkten; siehe Unix und Geschichte von Unix

### Kommerzielles AT&T UNIX
- Research Unix/UNIX Time-Sharing System ab Version 8, 1985
  - UNIX System III, 1981: abgeleitet von UNIX Time-Sharing System V7
    - UNIX System IV, 1982
    - UNIX System V, 1983: meist-referenziertes Unix; Ausgangspunkt der ersten Fassungen von POSIX und SUS
    - UnixWare, 1993: später Novell UnixWare bzw. SCO UnixWare; Letzteres zertifiziert als UNIX 95

### Historische kommerzielle AT&T-UNIX-Derivate
- AMIX: Unix für Amiga-Rechner
- A/UX: Unix des Unternehmens Apple
- DG/UX: Unix des Unternehmens Data General
- Dynix: Unix von Sequent, jetzt IBM
- Interactive Unix: Unix-Serie der INTERACTIVE Systems Corp.
  - PC/IX: Einzelbenutzer-Multitasking-System der INTERACTIVE Systems Corp. für IBM PC, PC XT und PC/AT (16-Bit-x86)
- IRIX: Unix für Silicon Graphics Workstations
- Microport: Erste Version von System V für IBMs 286er- sowie 386er-PCs sowie PS/2-Systeme.
- Plurix: Betriebssystem, das sich an UNIX Time-Sharing System V7 orientiert und in Brasilien in den 1980ern entwickelt wurde.
- SCO OpenServer: UNIX der Santa Cruz Operation; zertifiziert als UNIX 93
- Sinix: Unix des Unternehmens Siemens
- SunOS 1.0 bis 4.1.4: Unix von Sun Microsystems, heute Oracle Solaris
- Tru64 UNIX oder DUNIX, ursprünglich OSF/1: UNIX-Derivat aus der System‑V-Familie. Basierend auf dem OSFMK-Microkernel unterstützt es die 64‑Bit-Alpha-Mikroprozessor-Architektur; zertifiziert als UNIX 98
- Xenix: ursprünglich von Microsoft entwickeltes Unix

### Aktuelle kommerzielle AT&T-UNIX-Derivate
- AIX: UNIX des Unternehmens IBM; zertifiziert als UNIX 98 und 03;
- HP-UX: UNIX des Unternehmens Hewlett-Packard; zertifiziert als UNIX 95 und 03;
- Solaris: SunOS-Nachfolger, UNIX von Sun, später Oracle; zertifiziert als UNIX 95, 98, 03 und V7; siehe unten;

### Historische BSD-Linie
Anfangs auf Code von UNIX Time-Sharing System V1–V10 oder System III und neuer aufbauende Ableitungen und erste freie Implementierungen.
- 2BSD bis 4.4BSD: Weiterentwicklungen von UNIX Time-Sharing System V6 an der Universität Berkeley (Kalifornien);
  - 386BSD: Portierung von Bill Jolitz auf die 32-Bit-x86-Architektur IA-32;
  - BSD/OS (BSD/386), kommerzielles Unix-Betriebssystem des Unternehmens Berkeley Software Design (BSDI);
  - MIPS OS: 4.2BSD-Ableitung entwickelt von MIPS Computer Systems;
  - NeXTSTEP: 4.3BSD-Ableitung für die NeXT-Computer (m68k, x86, SPARC und PA-RISC) mit eigens entwickelter grafischer Umgebung;
    - OPENSTEP: re-implementierter NeXTSTEP-Nachfolger für unterschiedliche Prozessor-Architekturen;
      - Rhapsody: Weiterentwicklung, nachdem Apple NeXT übernahm; 4.3BSD-Code wurde durch 4.4BSD-Code ersetzt;

  - RISC iX: Unix für Acorn Archimedes, 4.3BSD-Ableitung;
  - Ultrix: Unix des Unternehmens DEC für PDP-11- und VAX-Computer (später auch MIPS-Workstations)

### Aktuelle BSD-Linie
Freie Re-Implementierungen der System-V-Linie und deren moderne Nachfolger.
- NetBSD: erste/s BSD-Abspaltung/-Derivat, ursprünglich von 386BSD abgeleitet; modernes BSD für viele Plattformen;
  - NetBSD-Distributionen 
    - BlackBSD: Live-CD; auf Sicherheitswerkzeuge spezialisiert; Fluxbox;
    - g4u: Festplatten-Live-CD
    - Jibbed: Live-CD;
    - OS108: Desktop-Betriebssystem auf NetBSD-Basis;

  - NetBSD-Derivate       
    - OpenBSD: größter Ableger von NetBSD; siehe weiter unten;
    - Debian GNU/NetBSD: eine Kombination aus Debian und dem NetBSD-Kernel; 2002 eingestellt;
    - EdgeBSD: NetBSD-Ableger mit dem Primärziel in einigen Aspekten moderner zu sein als NetBSD an sich;
    - Force10 Networks FTOS: Betriebssystem für Switches/Router der Force10 TeraScale E-Serie;
    - Gentoo/NetBSD: eine Kombination aus Gentoo und dem NetBSD-Kernel;
    - PolyBSD / pocketSAN: Basissystem für den Aufbau von Embedded-Systemen;
    - SEOS: Betriebssystem der SmartEdge-Routerserie von Ericsson;
- FreeBSD: de facto synonym mit „BSD“; modernes BSD und Basissystem für weitere Distributionen, Derivate und Entwicklungen; ursprünglich von 386BSD abgeleitet;
  - FreeBSD-Distributionen 
    - m0n0wall: eine Firewall-Distribution;
    - NomadBSD: ein Live-System (keine Installation nötig) für USB-Sticks[1]
    - OPNsense: eine (stateful) Firewall/Router-Distribution; unterstützt LibreSSL und ASLR
    - pfSense: eine Firewall/Router-Distribution
    - TrustedBSD: Erweiterung mit dem Hauptgewicht auf Sicherheitseigenschaften
    - HardenedBSD: eine Erweiterung mit dem Hauptgewicht auf Sicherheitseigenschaften; Zusammenarbeit mit OPNsense

  - FreeBSD-Derivate       
    - CellOS und Orbis OS: Betriebssysteme der PlayStation 3, 4 und 5 von Sony[2][3][4]
    - Darwin: gemeinsames Basisbetriebssystem für macOS, iOS etc.; siehe weiter unten
    - Data ONTAP: das Betriebssystem von NetApp-Speichersystemen[5]
    - DesktopBSD: ein Arbeitsplatzsystem mit KDE als grafischer Arbeitsumgebung
    - DragonFly BSD: Abspaltung von FreeBSD 4.x
    - FuryBSD: Nachdem sich Project Trident (künftig Void Trident) entschlossen hat, künftig anstatt auf TrueOS/FreeBSD auf Void Linux zu setzen, gründete ein Teil der Community FuryBSD mit dem Fokus auf ein vollständig grafisches Desktop OS
    - FreeNAS: für Network Attached Storage (NAS) konzipiert
    - FreeSBIE: ein Live-System mit Xfce und Fluxbox; entstand während des Google Summer of Code 2005
    - JunOS: das Betriebssystem der Router von Juniper Networks
    - Kylin: entwickelt für chinesische Behörden
    - MidnightBSD: mit grafischer Arbeitsumgebung auf Basis von GNUstep; ursprünglich abgeleitet von FreeBSD 6.1 Beta
    - NAS4Free: für Network Attached Storage (NAS) konzipiert, nach Namensänderung als XigmaNAS fortgeführt
    - PicoBSD: eine minimierte Variante von FreeBSD, die auf eine einzelne Diskette passt – also weniger als 1,44 MB umfasst
    - TrueOS (ehemals PC-BSD): ein FreeBSD erweiterndes und als Arbeitsplatzsystem optimierendes Derivat; die Entwicklung wurde Anfang 2020 eingestellt.[6]
      - GhostBSD: ursprünglich FreeBSD-, ab 18.10 TrueOS-basierend; MATE als vorgesehene grafische Arbeitsumgebung, ursprünglich Gnome

    - TwinCAT/BSD: Betriebssystem zur Industrieautomatisierung der Firma Beckhoff Automation.[7]
- OpenBSD: modernes und auf Sicherheit ausgelegtes BSD; ursprünglich NetBSD-Fork;
  - OpenBSD-Distributionen 
    - Anonym.OS (nur OpenBSD 3.8, 2006)
    - FuguIta:[8] Live-CD mit iceWM, die sich auch auf der Festplatte installieren lässt
    - jggimi
    - MarBSD:[9] Rettungs- und Testsystem in mehreren Varianten (für i386, amd64 und sparc64)

  - OpenBSD-Derivate       
    - ÆrieBSD
    - MirOS BSD
    - Bitrig
    - LibertyBSD
- Darwin: Basissystem (englisch core operating system) für Apples aktuelle Betriebssysteme; Ableitung des BSD-Unterbaus von Rhapsody, 4.4BSD-Code durch FreeBSD-Code ersetzt, auch NetBSD- und OpenBSD-Code;
  - macOS (vormals Mac OS X bzw. OS X): modernes BSD für Desktop-Systeme; zertifiziert als UNIX 03; Ableitung des Überbaus (APIs etc.) von Rhapsody;
    - iOS: macOS-Derivat für iPhone und iPad, inzwischen findet eine wechselseitige Entwicklung zwischen macOS und iOS statt;
      - audioOS: iOS-Derivat für HomePod;
      - iPadOS: iOS-Derivat für iPad;
      - tvOS: iOS-Derivat für Apple TV; Entwicklung begann bereits 2006 als Zweig von Mac OS X Tiger 10.4;
      - watchOS: iOS-Derivat für Apple Watch;

  - Darwin on ARM: seit 2013
  - OpenDarwin: 2002–2006
  - PureDarwin: 2007–2012

### Aktuelle Solaris-Linie
- Oracle Solaris, ursprünglich SunOS: initial von Sun auf Basis von UNIX System V entwickelt;[10]
  - OpenSolaris, 2008–2010;
    - illumos, ein freies Derivat des eingestellten OpenSolaris und Basissystem verschiedenster Distributionen, beispielsweise
      - Dyson[11]: kombiniert das Userland von Debian mit illumos und möchte ein offizieller Debian-Port werden;
      - NexentaStor[12]
      - OmniOS[13]: auf die Servernutzung spezialisierte Distribution;
      - OpenIndiana: Desktop- und Server-Betriebssystem mit dem Anspruch, das Ubuntu unter den illumos-Distributionen zu sein;[14][15][16] mit MATE als Desktop-Umgebung; x86, x86-64, SPARC;
      - OpenSXCE[17]
      - SmartOS: Hypervisor-System für den massenhaften Einsatz von Containern und virtuellen Maschinen; kombiniert OpenSolaris-Technologie mit Linux-KVM-Virtualisierung beispielsweise für den Aufbau von Clouds;[18][19][20][21][22]
      - XStreamOS[23]
      - openindiana[24], ein quelloffenes, auf illumos[25] aufbauendes Betriebssystem;

### Durch SUS als UNIX zertifizierte Systeme
Heute ist die Bezeichnung „UNIX“ in Großbuchstaben eine Wortmarke der Austin Group, die nur für ein Betriebssystem genutzt werden darf, das die Anforderungen der Single UNIX Specification (SUS, deutsch ‚alleinige UNIX-Spezifikation‘) erfüllt. Betriebssysteme, deren Konformität zur Spezifikation zertifiziert wurde und daher als UNIX bezeichnet werden dürfen:

#### UNIX V7
für Systeme, die Version 4 der SUS erfüllen (vollständige Einhaltung, einschließlich Corrigenda)
- Solaris 11.4+ auf x86- und SPARC-Systemen[26]

#### UNIX 03
für Systeme, die Version 3 der SUS erfüllen (vollständige Einhaltung)
- AIX 5L V5.2 mit einigen Updates, AIX 5L V5.3;
- EulerOS 2.0, eine kommerzielle Linux-Distribution, auf dem „KunLun Mission Critical Server“ von Huawei – bis 2022[27] (die Zertifizierung wurde nicht erneuert);
- HP-UX 11i V3 Release B.11.31;
- Inspur K-UX 2.0 und 3.0, eine kommerzielle Linux-Distribution, auf Inspur-TS-K1-Systemen (x86_64-Architektur[28]) – bis 2019[29] (die Zertifizierung wurde nicht erneuert);
- macOS ab 10.5 bzw. Leopard, auf „Intel-Macs“[30][31][32][33] (anfangs 32- und 64-Bit, seit Mountain Lion, 10.8, ausschließlich x64) und „Apple Silicon“ bzw. „Arm-Macs“ (seit Big Sur, ARM64)[34]
- Solaris 10 auf x86- und SPARC-Systemen (32- und 64-Bit);
- z/OS 1.9 von IBM;

#### UNIX 98
für Systeme, die Version 2 der SUS erfüllen (partielle Einhaltung)
- AIX 5L V5.2;
- Solaris 8 und 9 auf 32-Bit x86- und SPARC-Systemen sowie auf 64-Bit-SPARC-Systemen;
- Tru64 UNIX V5.1A und neuer;

#### UNIX 95
Kompatibilität noch akzeptabel für einfachere Software-Subsysteme
- HP-UX vor 11i V3 Release B.11.31;
- SCO UnixWare 7.1.3;
- Solaris 2.5.1 auf der PowerPC Reference Platform (jedoch zurückgenommen, bevor mehr als ein paar Dutzend Exemplare ausgeliefert waren[35]);
- z/OS <1.9 von IBM mit Unix System Services als elementare Komponente; erstes zertifiziertes System, das nicht von AT&T-Code abstammt;

#### UNIX 93
gänzlich überholt
- SCO OpenServer 5;
- NCR UNIX SVR4;
- NEC UX/4800;

### POSIX-konforme Systeme
Das Portable Operating System Interface (POSIX) ist eine gemeinsam vom IEEE und der Open Group für Unix entwickelte standardisierte Programmierschnittstelle, welche die Schnittstelle zwischen Anwendungssoftware und Betriebssystem darstellt. POSIX bildet die Grundlage der Single UNIX Specification. 
- A/UX
- AIX[36]
- BSD/OS[37]
- HP-UX[36]
- INTEGRITY
- IRIX
- LynxOS
- macOS inkl. Darwin
- MINIX
- OpenVMS
- penOS
- QNX
- RTEMS (POSIX 1003.1-2003 Profile 52)
- Solaris,[36] OpenSolaris sowie illumos und darauf aufbauende Systeme
- UnixWare
- velOSity
- VxWorks

### GNU-Systeme
Das GNU-Betriebssystem ist weitestgehend POSIX-kompatibel, aber bewusst nicht vollständig konform. Es läuft auf mehreren Kerneln:
- GNU/Hurd bzw. GNU, die GNU-Betriebsmittel kombiniert mit GNU Hurd als Kernel;
  - Debian GNU/Hurd, Debian auf Hurd
  - Arch Hurd, Arch Linux auf Hurd
- GNU/Linux bzw. Linux, die GNU-Betriebsmittel kombiniert mit dem Kernel Linux;
  - … (siehe unten)
- GNU/kFreeBSD, die GNU-Betriebsmittel kombiniert mit dem Kernel von FreeBSD;
  - Debian GNU/kFreeBSD, Debian auf dem FreeBSD-Kernel;
- weitere GNU-Varianten
- GNU/NetBSD, die GNU-Betriebsmittel kombiniert mit dem Kernel von NetBSD;
  - Debian GNU/NetBSD, Debian auf dem NetBSD-Kernel

### Systeme mit Linux-Kernel
Obgleich die meisten Linux-Distributionen eine Kombination aus dem weitestgehend POSIX-kompatiblen GNU und dem Kernel Linux darstellen, existieren auch Distributionen mit Linux-Kernel, die ohne GNU auskommen, allen voran Android (Versionen). Sie sind nicht zwingend POSIX-kompatibel.

### Weitere unixähnliche Systeme
- AFROS: Unix-Derivat für Atari
- Coherent: Betriebssystem der Mark-Williams-Company, 1983
- GeckOS: Freies Betriebssystem für Computer mit MOS6502-Prozessor
- Idris: Betriebssystem von der Whitesmiths Ltd.
- LUnix: Freies Betriebssystem für den Commodore 64
- LynxOS: Echtzeit-Betriebssystem von LynuxWorks Inc.
- Minix: Lehrsystem von Andrew S. Tanenbaum, 1986
- MUNIX: Unix-Derivat von PCS Computer Systeme
- MUTOS, MultiUser Time Sharing Operating System: wurde vom Kombinat Robotron für die K1630-Rechner, für den A7100, den A7150, den EC1834, den A5120.16 sowie den K1840, vertrieben
- Netware: Server-Betriebssystem der Firma Novell
- QNX: Echtzeit-Betriebssystem für eingebettete Systeme
- SPIX: Betriebssystem von Bull Computer
- SerenityOS: Experimentelles Desktop-Betriebssystem mit 90er-Ästhetik
- Syllable: Desktop-Betriebssystem in der Nachfolge von AtheOS
- Unicos: Unix-Derivat von Cray
- UniFLEX: Betriebssystem der Technical Systems Consulting, Inc.
- UNIX/NS
- UNOS: Betriebssystem von Charles River Data Systems (CRDS)
- WEGA: Betriebssystem auf Basis von System III für den P8000 der Elektro-Apparate-Werke Berlin-Treptow „Friedrich Ebert“ (VEB der DDR)

## Weitere Betriebssysteme für Endanwender

### Desktoprechnersysteme (für diex86-Architektur)
- AtheOS
  - Cosmoe: AtheOS-Derivat
- CTOS: Betriebssystem des Unternehmens Convergent Technologies (historisch)
- Haiku: freie Re-Implementierung von BeOS Screenshot von Haiku

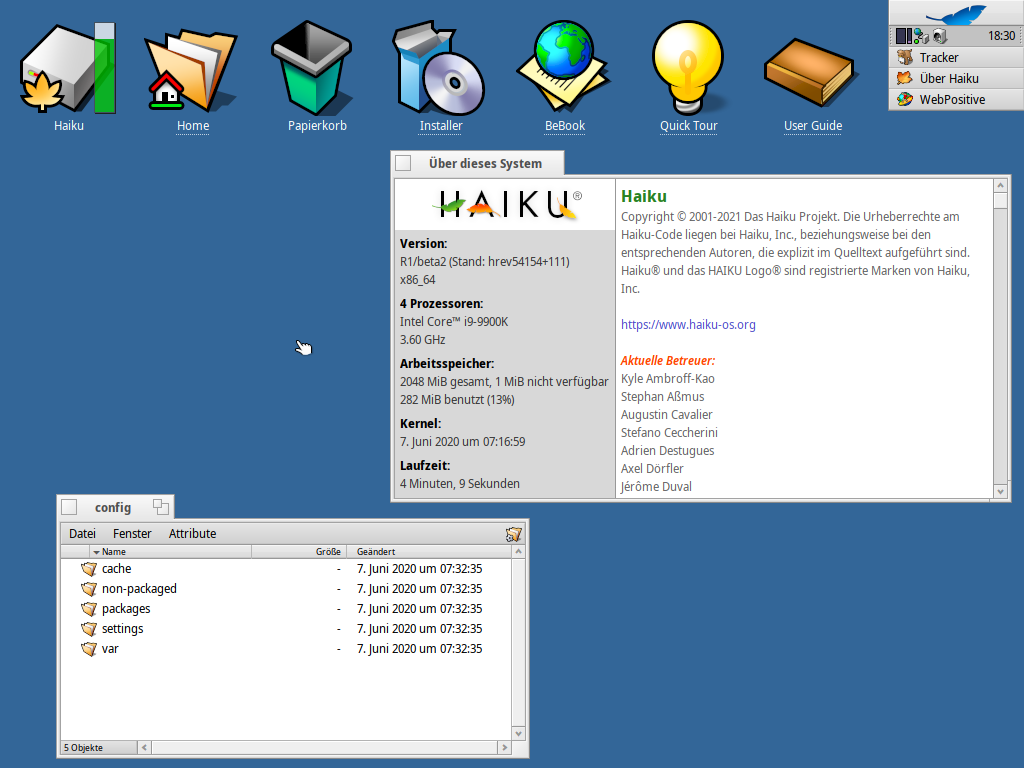
Screenshot von Haiku

- MenuetOS: in Assembler erstelltes sehr schlankes System mit grafischer Oberfläche
- KolibriOS: Fork von MenuetOS
- OS/2: PC-Betriebssystem von IBM, das anfangs zusammen mit Microsoft entwickelt wurde
  - eComStation bzw. ArcaOS: OS/2-Nachfolger
- PC/GEOS, grafische präemptive 16-Bit-Multitasking-Benutzeroberfläche in Assembler für Computer mit vorinstalliertem DOS. Seit 2018 offen zugänglich und weiterentwickelt (Stand 2024) als FreeGeos.
- PROLOGUE: echtes Multitasking- und echtes Multiuser-Betriebssystem
- SECOS
- SkyOS
- Syllable: Weiterentwicklung von AtheOS
- SYSMIC: Betriebssystem des Micral und Vorläufer von PROLOGUE
- Thoroughbred-OS: Multiuser-Betriebssystem auf Basis des Intel 286 (historisch)
- TriangleOS
- TWINServer: echtes Multitasking- und echtes Multiuser-Betriebssystem
- Visopsys: minimales Betriebssystem
- ZETA: BeOS-Derivat

### Desktoprechnersysteme (andere Prozessoren)
- AmigaOS von Commodore International (1.0-3.1), Haage & Partner (3.5-3.9) und Hyperion Entertainment (4.0+)
- CP/M-68K: CP/M für Motorola-68K-Prozessoren
- ITOS: für Motorola-68K-Prozessoren in CTM-Systemen
- Lisa OS: Betriebssystem des Unternehmens Apple für den Lisa-Computer
- Mac OS (Classic): bis 2001 Betriebssystem für Macintosh, anfangs Motorola-68K-Prozessoren, später PowerPC-Prozessoren
- MorphOS: AmigaOS-Klon und Parallelentwicklung für CHRP-Rechner (PowerPC)

### Desktoprechnersysteme (portabel)
- AROS: Freie Implementierung von AmigaOS (x86, 68000, PPC, ARM)

- BeOS (68k, PPC und andere) und dessen freie Re-Implementierung Haiku (x86, x86-64, inoffiziell Arm, früher PPC)
- GNU/Linux

### PDA- und Smartphone-Betriebssysteme
- Android: Smartphone- und Tablet-Betriebssystem mit Linux-Kernel von der Open Handset Alliance.
- bada: von Samsung entwickeltes Betriebssystem mit Linux-Kernel für eine Auswahl von Samsung-Smartphones
- Blackberry OS: Betriebssystem von Blackberry für Smartphones
- DangerOS 5: NetBSD-basiertes Betriebssystem für das Sidekick LX 2009 von Danger
- EPOC: Betriebssystem für Psion-Handhelds
- /e/OS  ist ein Google-freies, auf LineageOS basierendes Betriebssystem für Smartphones und Tablets
- iOS: macOS-Derivat für iPod Touch, iPhone, iPad
- MeeGo: Betriebssystem mit Linux-Kernel für Nokia, auch von Intel unterstützt
- Newton OS: Betriebssystem für den Newton (PDA) von Apple
- PalmDOS: verwendet auf Bildschirm-Schreibmaschinen von Olivetti
- Palm OS: Betriebssystem für Palm-Handhelds, später auch für Smartphones: WebOS
- Plasma Mobile: mobile Benutzeroberfläche der KDE Community befindet sich noch in der Entwicklung
- Sailfish OS: von Jolla entwickeltes Betriebssystem für deren Smartphones
- Symbian OS: Betriebssystem, welches auf der Psion-Plattform läuft
- Firefox OS: Betriebssystem von Mozilla
- Ubuntu Touch: Eine von Canonical Ltd. entwickelte mobile Benutzeroberfläche für das Betriebssystem Ubuntu.
- Tizen: von Intel und Samsung entwickeltes Betriebssystem mit Linux-Kernel
- Windows Phone: von Microsoft entwickeltes Betriebssystem für Smartphones, Nachfolger des 2002 vorgestellten Windows Mobile

## Betriebssysteme für Großrechner und Minicomputer

### Großrechnersysteme
- AIX: Unixoides System von IBM
- BS 3: Teilnehmerbetriebssystem von AEG-Telefunken (historisch)
- BS1000: Batchbetriebssystem der Siemens AG (historisch)
- BS2000: Großrechnerbetriebssystem des Unternehmens Fujitsu Technology Solutions
- BS3000: IBM-kompatibles Betriebssystem der Siemens AG (historisch)
- Cray Operating System (COS) (historisch)
- DTSS: Timesharing-Betriebssystem des Dartmouth College für GE-200 und GE-635 Computer (historisch)
- GECOS: Mainframe Betriebssystem von General Electric (historisch)
- GCOS: Mainframe Betriebssystem des Unternehmens Bull
- Guardian: Betriebssystem der Tandem CLX/Cyclone Server (historisch)
- Kronos: Betriebssystem für CDC 6000 Großrechner der Control Data Corporation
- Master Control Program (MCP): Betriebssystem von Burroughs, heute Unisys
- Linux: Unter anderem IBM nativ auf den Z-Systems-Mainframes portiert.
- Multics: (Honeywell-Bull, historisch)
- NonStop Kernel: (NSK) Betriebssystem der Tandem (jetzt HP) Himalaya Server
- NOS: Großrechner-Betriebssystem des Unternehmens Control Data Corporation (CDC) (historisch)
  - NOS/BE
  - NOS/VE
- OS1100 (historisch) und OS2200: Mainframe (UNIVAC) Betriebssysteme des Unternehmens Unisys
- SCOPE: Supervisory Control Of Program Execution, Großrechner-Betriebssystem des Unternehmens Control Data Corporation (CDC) (historisch)
  - SCOPE 3.4 für CDC 6000-artige Maschinen (6000, Cyber 72, …)
  - SCOPE 2.1 für CDC 7600-artige Maschinen (7600, Cyber 76, Cyber 176)
- Share/7 (historisch) und Share/43 (historisch): für militärische Mainframes (UNIVAC) Betriebssysteme des Unternehmens Remington Rand (später Sperry Rand, Sperry Burroughs, Sperry Univac und Unisys)
- TSOS: Betriebssystem der RCA (historisch)
- VME: Virtual Machine Environment von ICL

#### IBM 704, 709, 7090, 7094
- Compatible Time-Sharing System (CTSS)
- Fortran Monitor System (FMS)
- IBSYS
- SHARE Operating System (SOS)

#### IBM S/360, S/370, S/390, zSeries
- Conversational Monitor System (CMS)
- OS/VS
- Multiple Virtual Storage (MVS)
  - MVS 3.8
  - MVS/SP
  - MVS/XA
  - MVS/ESA
  - OS/390
  - z/OS
- OS/360
  - OS/360 MFT
  - OS/360 MVT
- DOS/360
- VM
  - VM/370
  - VM/SP
  - VM/XA
  - VM/ESA
  - z/VM
- TPF (Transaction Processing Facility): ein Echtzeit-Betriebssystem
- zLinux: Portierung von Linux auf das Großrechner-System S/390
- z/VSE
- z/OS

#### DEC PDP-10
- Incompatible Timesharing System (ITS): Betriebssystem vom MIT
- TENEX: Timesharing-Betriebssystem von Bolt Beranek and Newman (BBN)
- TOPS-10: Standard-Betriebssystem für PDP-10 Rechner von DEC
- TOPS-20: ein auf TENEX basierendes Betriebssystem von DEC
- WAITS: ein auf TOPS-10 basierendes Betriebssystem des Stanford Artificial Intelligence Laboratory (SAIL)

### Minicomputer und Workstationsysteme
- Banyan Vines: Verteiltes bzw. vernetztes Betriebssystem für verschiedene Architekturen
- Domain/OS: für die Workstations des Unternehmens Apollo Computer
- MPE oder MPE/iX für HP 3000: Betriebssystem von Hewlett-Packard
- PRIMOS: Betriebssystem des Unternehmens Prime
- Prologue: Betriebssystem aus Frankreich, eingesetzt etwa beim Olympia People
- RDOS: Betriebssystem für Nova und Eclipse Minicomputer von Data General

#### IBM MDT (Mittlere Datentechnik)
- SSP für IBM System/34 und System/36
- CPF für IBM System/38
- OS/400 (IBM i for Business, i5/OS) Minicomputer-Betriebssystem von IBM für AS/400, iSeries, System i und Power Systems

#### DEC PDP-11
- BATCH-11/DOS-11
- DSM-11: Digital Standard MUMPS
- PEARL Operating System (POS): Echtzeit-Betriebssystem des Unternehmens Brown, Boveri & Cie.
- RSTS/E
- RSX-11
- RT-11

## Spezielle Systeme

### Eingebettete und Echtzeit-Betriebssysteme
- AOS (Alcatel-Lucent Operating System): Betriebssystem für Router des Unternehmens Alcatel-Lucent
- Amboss: Betriebssystem für Prozessrechner des Unternehmens Siemens AG
- BlueCat Linux: Kommerzielles, lizenzgebührenfreies Open-Source-Echtzeit-Betriebssystem des Unternehmens LynuxWorks Inc. für die Xilinx-Logik-IC-Familie
- CatOS: Betriebssystem von Cisco-Switches
- ChorusOS: Echtzeitbetriebssystem des Unternehmens Sun Microsystems, heute Open Source
- Contiki: Portables Opensource-Betriebssystem für 8-Bit-CPUs
- COQOS: Echtzeitbetriebssystem für automotive Steuergeräte des Unternehmens OpenSynergy
- COSPAS: Echtzeitbetriebssystem durch das Unternehmen Siemens AG im Rahmen der Bahnsicherungstechnik eingesetzt
- DIPOS: für Nixdorf 8862/8864 Banking Network Computer (BNC)
- DSS: ein NAS-Betriebssystem des Unternehmens Open-E
- eCos: quelloffenes freies Echtzeitbetriebssystem für eingebettete Systeme
- EUROS: Echtzeitbetriebssystem
- FreeRTOS: Open-Source-Echtzeitbetriebssystem für eingebettete Systeme
- IOS: Betriebssystem von Routern des Unternehmens Cisco
- Integrity: ARINC653-Echtzeitbetriebssystem von Green Hills Software
- JunOS: Betriebssystem für Router des Unternehmens Juniper Networks
- LCOS: Betriebssystem für VoIP-Router und Access Points von LANCOM Systems
- Linux (siehe dazu auch Embedded Linux)
- LynxOS: Echtzeit-Betriebssystem von LynuxWorks Inc., auch von HP als HP RT, Nachfolger von RTE
- MARTOS: für AEG 80-60 Prozessrechner des Unternehmens AEG
- MARTOS-K: für AEG 80-20 Prozessrechner des Unternehmens AEG
- MicroC/OS-II: für nicht-kommerzielle Projekte kostenloses Echtzeit-Betriebssystem
- µMore: Echtzeit-Betriebssystem von ACCESS für mobile Geräte
- Nucleus: Echtzeitbetriebssystem des Unternehmens Mentor Graphics
- Nut/OS: Echtzeitbetriebssystem für das Ethernut-Projekt
- OBiCos: Betriebssystem für Fahrradcomputer auf Basis eines Linuxkernel
- On Time RTOS-32: Echtzeitbetriebssystem des Unternehmens On Time Informatik
- OS-9: Echtzeit-Betriebssystem ursprünglich für den 6809-Mikroprozessor
  - OS-9/68k: Portierung von OS-9 für den 68000-Mikroprozessor
- OSC245: Echtzeit-Betriebssystem des Unternehmens Ferranti
- OSE: Echtzeit-Betriebssystem des Unternehmens Enea AB
- OSEK-OS: Echtzeitbetriebssystem-Standard des OSEK/VDX Gremiums für Controller in der Automobilindustrie (siehe auch: AUTOSAR Konsortium)
  - CIAA Firmware: Implementierung aus Argentinien (ehem. FreeOSEK)
  - ERCOSEK: Implementierung des Unternehmens ETAS
  - ERIKA3: Implementierung von ERIKA Enterprise unter GNU General Public License (GPL)
  - MICROSAR OS: AUTOSAR OS Implementierung des Unternehmens Vector Informatik
  - nxtOSEK/JSP: Derivat für LEGO Mindstorm Roboter
  - osCAN: Implementierung des Unternehmens Vector Informatik
  - OSEKturbo OS: Implementierung des Unternehmens NXP (ehem. Freescale)
  - PicoMiteVGA: Implementierung von Geoff Graham, es ist eine Firmware für den Raspberry Pi Pico
  - ProOSEK: Implementierung des Unternehmens Elektrobit, ehemals 3SOFT
  - ProOSEK/time: OSEKtime-Implementierung des Unternehmens Elektrobit, ehemals 3SOFT
  - RTA-OSEK: Implementierung des Unternehmens ETAS, ehemals LiveDevices
  - tresos ECU AUTOSAR Suite: Implementierung des Unternehmens Elektrobit, ehemals 3SOFT
  - TrampolineRTOS: Implementierung des IRCCyN (Research Institute in Communications and Cybernetics of Nantes)
  - TOPPERS / ATK: Implementierung aus Japan (TOPPERS Projekt – Toyohashi OPen Platform for Embedded Real-time Systems)
  - TTP-OS: OSEKtime-Implementierung des Unternehmens TTTech Computertechnik AG
- Phantom OS: Echtzeitbetriebssystem, das zum Großteil von russischen Programmieren entwickelt wird und eines der wenigen Systeme ist, das nicht auf den Konzepten UNIX-ähnlicher Systeme basiert.
- PikeOS: Echtzeit-Betriebssystem des Unternehmens SYSGO
- POS: Echtzeit-Betriebssystem des Unternehmens Brown, Boveri & Cie.
- QNX: Echtzeit-Betriebssystem des Unternehmens QNX Software Systems
- RMOS2: Statisches Echtzeit-Betriebssystem des Unternehmens Siemens AG
- RMOS3: Echtzeit-Betriebssystem des Unternehmens Siemens AG
- Rodos: Echtzeitbetriebssystem für eingebettete Systeme
- RT: Echtzeitbetriebssystem von Hewlett-Packard = Lynx, Nachfolger von RTE
- RTAI: Echtzeiterweiterung für Linux
- RTE: Echtzeitbetriebssystem von Hewlett-Packard für HP1000-Rechner, Vorläufer von HP RT = Lynx
- RTEMS: Echtzeitbetriebssystem des US-Militärs, heute Open Source
- SEPIA: Embedded Echtzeitbetriebssystem für Industrie-Rechner, PAC-System von Kolter Electronic
- SCIOPTA: IEC 61508 zertifiziertes Echtzeitbetriebssystem
- Symobi: Embeddable RTOS mit moderner Architektur (Sphere Mikrokern) und GUI von Miray Software
- ThreadX: Echtzeit-Betriebssystem des Unternehmens Express Logic. Express Logic wurde 2019 von Microsoft gekauft. Das RTOS wird unter dem Namen Azure RTOS ThreadX weiterentwickelt.[38]
- TRON: The Realtime Operating system Nucleus
- VersaDOS: Echtzeitbetriebssystem von Motorola für den 68000-Mikroprozessor
- VRTX: Echtzeitbetriebssystem-Erweiterung von UNIX für Intel 386, in Deutschland von Mentor Graphics
- VxWorks: Echtzeitbetriebssystem von Wind River Systems
- Windows CE: Echtzeitbetriebssystem von Microsoft

### Systeme von Universitäten und Forschungseinrichtungen
- Amoeba: Verteiltes Betriebssystem der Vrije Universiteit Amsterdam
- Barrelfish: System der ETH Zürich und Microsoft Research
- EROS: Extremely reliable OS, ursprünglich Pennsylvania University
- ETH Oberon System: System der ETH Zürich in der Sprache Oberon
- Inferno: verteiltes Betriebssystem, Bell Laboratories
- MaRTE: Minimal Realtime OS, University of Cantabria
- Plan 9: Nachfolger von Unix, Bell Laboratories
- Rainbow: Verteiltes Betriebssystem für PC-Cluster von der Universität Ulm
- RTOS-UH: Echtzeit-Betriebssystem
- Sprite: Verteiltes System von John Ousterhout et al.
- TOPSY (Teachable Operating System): ETH Zürich
- Topaz: Verteiltes Betriebssystem des SRC in der Sprache Modula-2+ für die Firefly Workstation (5 MicroVAX II Prozessoren-Kopplung, Q-Bus Schnittstelle)

### Chipkartenbetriebssysteme
- TCOS von T-Systems
- CombOS von Trüb AG/Winter AG

## Sonstige Betriebssysteme

### Frühe Betriebssysteme (historisch)
- THE operating system: entwickelt von Edsger W. Dijkstra et al.

### Heimcomputersysteme(größtenteils historisch)
- AmigaOS: Betriebssystem für Commodore Amiga-Heimcomputer
- Apple-Heimcomputer-Betriebssysteme
  - DOS: für den Apple II
  - ProDOS: für Apple-II-Modelle ab Apple II+
  - SOS: für den Apple III
  - GS/OS: für den Apple IIgs mit grafischer Oberfläche
- CAOS: Betriebssystem für KC 85
- GEOS: Diverse Plattformen, ursprünglich Commodore C64
- LUnix: Freies Betriebssystem für den Commodore 64
- MiNT: Multitasking System für Atari-Computer
- MSX-DOS: Diskettenbetriebssystem der MSX-Heimcomputer
- OS/M: CP/M-kompatibles System aus der DDR
- QDOS: für Sinclair QL
- RISC OS: System für ARM-Prozessoren des Unternehmens Acorn
- TOS: Betriebssystem, ursprünglich für Atari-ST-Heimcomputer

### 8-Bit-Systeme für Kleinrechner (historisch)
- CP/M (Control Program for Microprocessors): System für Intel 8080 (bzw. Zilog Z80)-Prozessoren
- SCPxxx: CP/M-kompatibles Betriebssystem für speziell angepasste Versionen verschiedener Systeme, hergestellt in der DDR[39]
- Flex: Betriebssystem für 6800- und 6809-Prozessoren
- ISIS und ISIS-II: Betriebssystem für Intel 8080 und 8085-Prozessoren
- MP/M: Single Processor Multitasking/Multiuser CP/M
- NewDOS/80: Betriebssystem für TRS-80-Microcomputer
- SIOS: Simultaneous Operating System für U880-Prozessoren
- TRSDOS (Tandy Radio Shack Disk Operating System): Betriebssystem für TRS-80-Microcomputer

### Kleinstsysteme, Lernsysteme etc.
- AscendereOS
- GeekOS
- MicroOS: DOS-ähnliches Retro-Betriebssystem
- SymbOS: für Amstrad CPC, MSX, Amstrad PCW, Enterprise64/128, Amstrad NC, SymbOS Virtual Machine[40]

### Mikrokernel
- L2
- L3
- L4
- Mach
- Quark (MorphOS)
- Sphere (u. a. verwendet von Symobi)

### Java-basierte Betriebssysteme (Middleware)
- JavaOS: Java-basiertes System von Sun Microsystems
- MIDP (Mobile Information Device Profile): Java-basiertes System für Mobiltelefone (kein Betriebssystem im eig. Sinn)
- Multimedia Home Platform (MHP): Java-basiertes System für das interaktive Fernsehen (kein Betriebssystem im eig. Sinn)
- OSGi (Open Services Gateway initiative): Java-basiertes Framework als Applikationsplattform (kein Betriebssystem im eig. Sinn)
- JNode (Java New Operating System Design Effort)
- JX: fast vollständig in Java implementiertes Mikrokernel-Betriebssystem